# Los taxistas del humor
Los taxistas del humor es una película de Argentina filmada en colores dirigida por Vicente Viney sobre su propio guion que se estrenó el 28 de mayo de 1987 y que tuvo como actores principales a  Graciela Alfano, Adriana Salgueiro, Adrián Ghio y Sergio Velasco Ferrero.

## Sinopsis
Tres historias en las que uno de los protagonistas es un chofer de automóvil taxímetro.

## Reparto
| Actor                  | Personaje |
| ---------------------- | --------- |
| La dama del Rolls      |           |
| Adriana Salgueiro      |           |
| Sergio Velasco Ferrero |           |
| Carlos Mena            |           |
| Carlos Pugliese        |           |
| Jorge Bazá de Candia   |           |
| El mago francés        |           |
| Graciela Alfano        |           |
| Mónica Gonzaga         |           |
| Ronnie Von             |           |
| Maurice Jouvet         |           |
| Jorge Rossi            |           |
| El bebé olvidado       |           |
| Adrián Ghío            |           |
| Ricardo Espalter       |           |
| Andrés Redondo         |           |
| Ignacio Quirós         |           |
| Adriana Constantini    |           |
| Jorge Varas            |           |
| Pablo Moret            |           |

## Comentarios
Ricardo García Olivieri en Clarín dijo:

«Pensada como un limpio entretenimiento familiar…se malogra por falta de imaginación, desconocimiento de leyes elementales de narración cinematográfica y un arbitrario desarrollo argumental.»

Marcelo Fernández en El Cronista dijo:

«No hay humor (ni siquiera del chabacano o directamente malo.»

Manrupe y Portela escriben:

«Aburrido e increíble film.»